# Flat Rock (Comtat de Surry)
Flat Rock és una concentració de població designada pel cens del Comtat de Surry (Carolina del Nord) als Estats Units d'Amèrica. Segons el cens dels Estats Units del 2000 tenia 1.690 habitants.

## Demografia
Segons el cens del 2000 Flat Rock tenia 1.690 habitants, 696 habitatges i 476 famílies. La densitat de població era de 247,2 habitants per km².
Dels 696 habitatges en un 26,6% hi vivien nens de menys de 18 anys, en un 52,3% hi vivien parelles casades, en un 11,2% dones solteres, i en un 31,6% no eren unitats familiars. En el 28,6% dels habitatges hi vivien persones soles el 14,5% de les quals corresponia a persones de 65 anys o més que vivien soles. El nombre mitjà de persones vivint en cada habitatge era de 2,43 i el nombre mitjà de persones que vivien en cada família era de 2,99.
Per edats la població es repartia de la següent manera: un 22,9% tenia menys de 18 anys, un 7,4% entre 18 i 24, un 29,1% entre 25 i 44, un 23,7% de 45 a 60 i un 17% 65 anys o més.
L'edat mediana era de 39 anys. Per cada 100 dones de 18 o més anys hi havia 95,4 homes.
La renda mediana per habitatge era de 27.733 $ i la renda mediana per família de 34.583 $. Els homes tenien una renda mediana de 24.400 $ mentre que les dones 17.750 $. La renda per capita de la població era de 12.495 $. Entorn del 7,8% de les famílies i el 10,9% de la població estaven per davall del llindar de pobresa.